# Josef Thorak
Josef Thorak (ur. 7 lutego 1889 w Salzburgu, zm. 26 lutego 1952 w zamku Hartmannsberg w gminie Bad Endorf) – austriacki rzeźbiarz.

## Życie
Był synem mistrza garncarskiego, w sklepie prowadzonym przez ojca uczył się garncarstwa i ceramiki. W 1912 rozpoczął studia na Akademii Sztuk Pięknych w Wiedniu. W 1915 wyjechał do Berlina, aby kontynuować studia.
Materiałem jego pierwszych rzeźb był, ze względów finansowych, wosk. Jego rzeźby, przedstawiające muskularne, często nagie, postacie ludzkie, były utrzymane w manierze neoklasycystycznej z widocznymi wpływami ekspresjonizmu. Monumentalny charakter pomników znalazł uznanie u ideologów nazistowskich. Thorak, był uważany, obok Arno Brekera, za oficjalnego rzeźbiarza III Rzeszy. Jego nazwisko figurowało na Gottbegnadeten-Liste (Lista obdarzonych łaską Bożą w III Rzeszy) wśród Niezastąpionych. Jego rzeźby towarzyszyły projektom Alberta Speera, m.in. niemieckiemu pawilonowi na wystawie światowej w Paryżu, w 1937 roku. Był również przedstawicielem tzw. sztuki Blut und Boden.

## Prace w Polsce
W XX wieku na terenie Polski znany był jeden pomnik autorstwa Thoraka. Odsłonięto go 22 stycznia 1922 w Ustce. Upamiętniał niemieckich żołnierzy poległych w czasie I wojny światowej. Po II wojnie światowej pomnik poświęcono poległym w czasie wojen mieszkańcom Ustki.
W 1944 przed wejściem do domu Gerharta Hauptmanna w Jagniątkowie została umieszczona rzeźba Hannele autorstwa Thoraka. Po zorganizowaniu w budynku muzeum została tam umieszczona ponownie.
W 1943 w Toruniu, w obecności Alberta Forstera dokonano wmurowania kamienia węgielnego pod nowy pomnik Mikołaja Kopernika autorstwa Thoraka. Thorak pomnik wykonał, lecz ze względu na zakończenie okupacji, nie został on wystawiony w Toruniu, lecz w rodzinnym mieście rzeźbiarza, Salzburgu.
Przed palmiarnią w Zielonej Górze znajduje się Rzeźba młodzieńca z koniem z 1936 r. Od 2016 r. podawane są informacje, że autorem tej rzeźby jest jednak inny autor, a mianowicie Hans Krückeberg, którego syn służył w armii niemieckiej w Krośnie Odrzańskim, gdzie rzeźba pierwotnie stała.
W 2008 w trakcie mycia posągu Macierzyństwo (Mutter mit Kind), znajdującego się w ogrodzie Domu Pomocy Społecznej w Zaskoczynie, odkryto tabliczkę z napisem „Thorak, 1942”. W październiku 2015 rzeźbę przesunięto w celu jej lepszego wyeksponowania.
W 2015 podczas prac remontowych na wirydarzu Muzeum Narodowego w Gdańsku wykopano wykonaną w 1942 z marmuru przez Thoraka ponad półmetrową rzeźbę głowy Adolfa Hitlera. Rzeźba została włączona do zbiorów Muzeum Narodowego w Gdańsku i obecnie eksponowana jest w Muzeum II Wojny Światowej w Gdańsku.

## Galeria

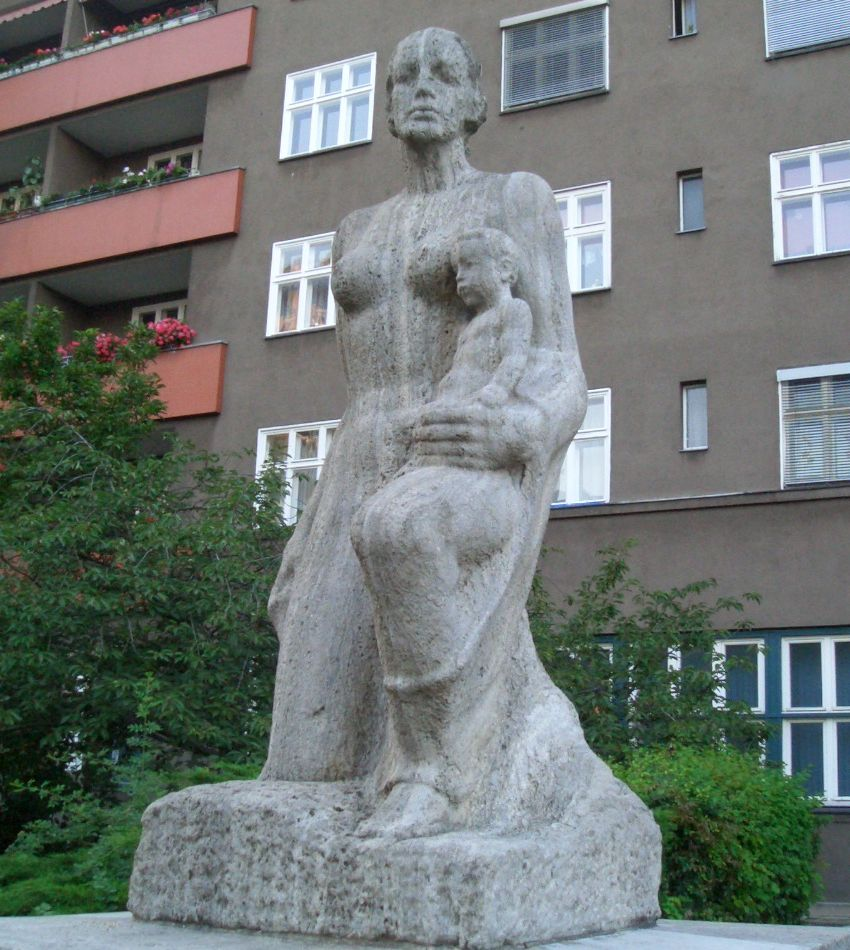
Heim (1928) obecnie w Berlinie-Charlottenburgu
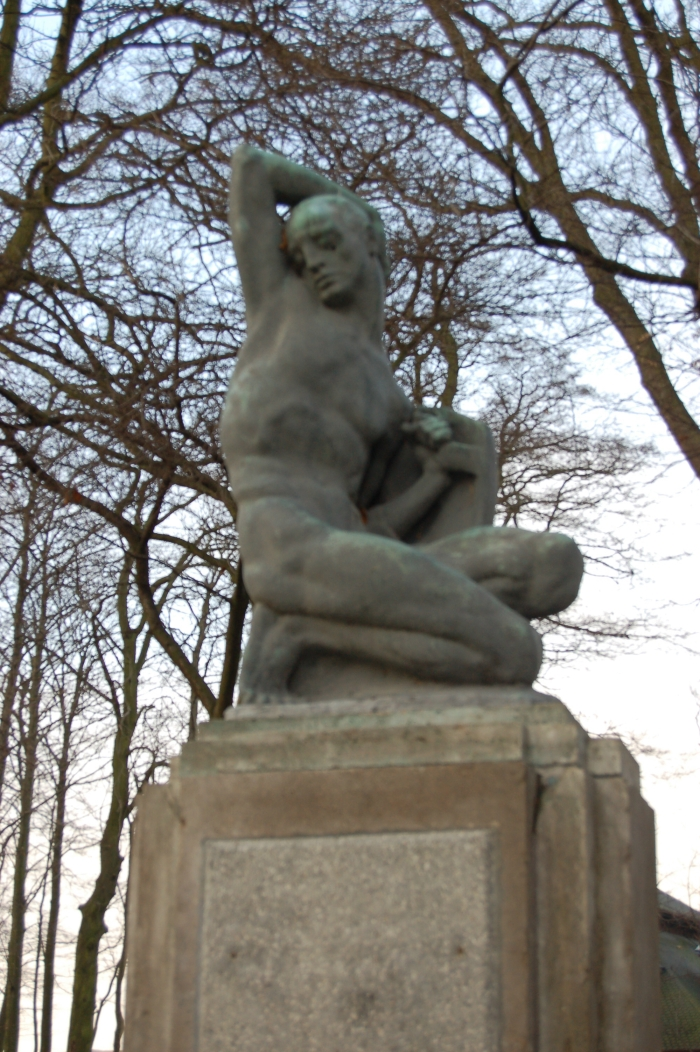
Umierający wojownik (1922) w Ustce
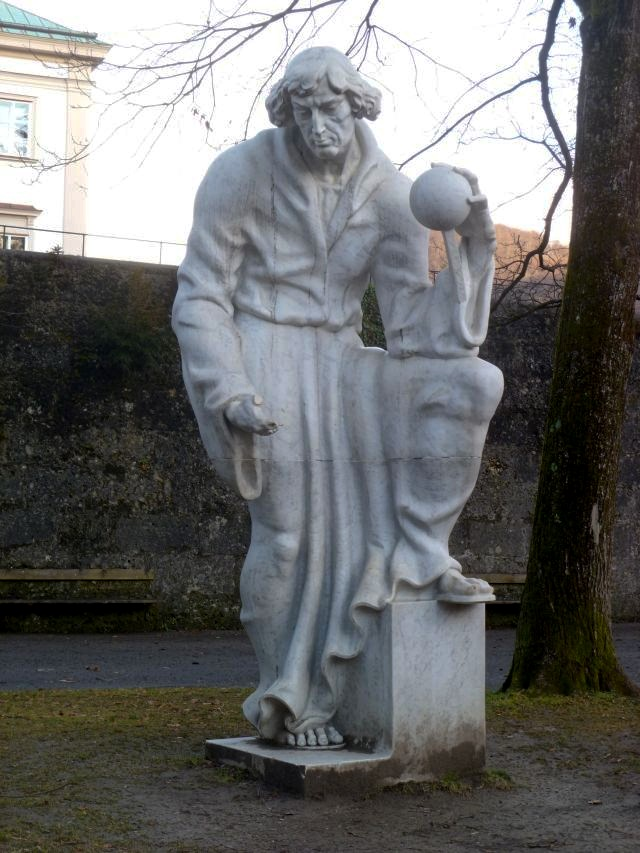
Mikołaj Kopernik w Salzburgu
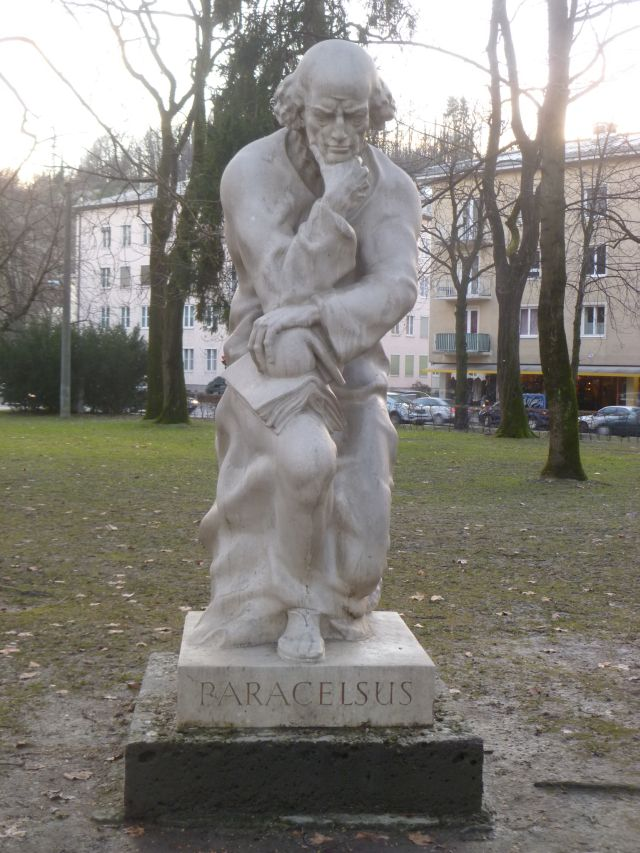
Paracelsus w Salzburgu
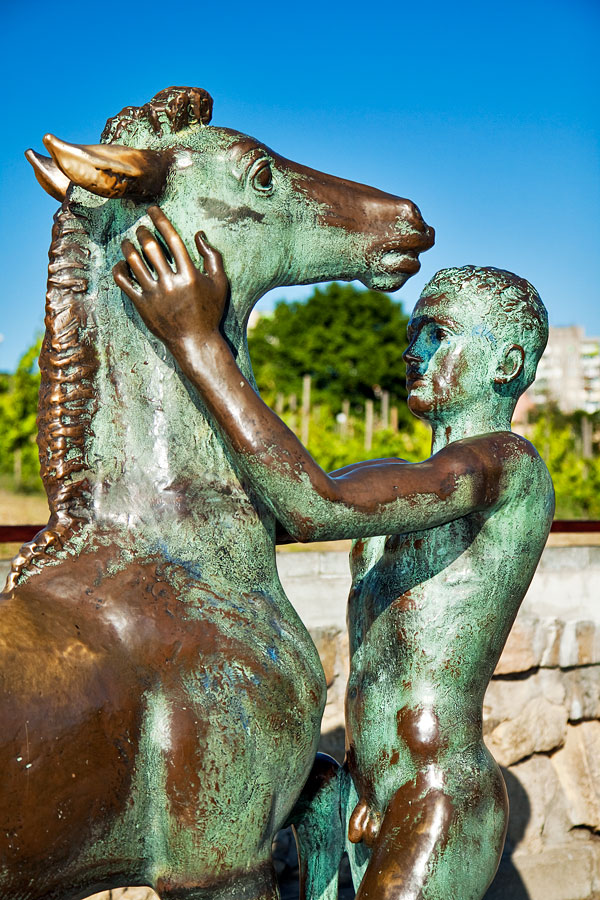
Rzeźba młodzieńca z koniem koło Palmiarni w Zielonej Górze